# Gloxinia xanthophylla
Gloxinia xanthophylla là một loài thực vật có hoa trong họ Tai voi. Loài này được (Poepp.) Roalson & Boggan mô tả khoa học đầu tiên năm 2005.